# Sebastián Viera
Diego Sebastián Viera Galaín (Florida, 3 juli 1983) is een Uruguayaanse voetballer uitkomend voor de Colombiaanse club Atlético Junior. Zijn positie is doelman.